# Sunburst (bojanje)
Sunburst ( u prijevodu: sunčeva erupcija) je tehnika bojanja glazbenih instrumenata, pretežno (električnih, akustičnih i bas-gitara) u završnoj fazi njihove gradnje. Tehnika se sastoji u tome da u središtu plohe dominira svijetla boja (često prirodna boja drveta) koja u nijansama prijelaza postepeno se zatamnjuje prema rubovima, do u potpuno crnu na krajnjem rubu. Razlikujemo dva modela sunburst bojanja, prvi obično trobojni u tamnijoj "tobacco" nijansi, i drugi dvobojni gdje prevladava početna svijetlo crvena, do postupnog prijelaza ka tamnijoj (crvenoj) boji.

Među najboljim primjerima takvog bojanja su Gibson Les Paul modeli gitara, ali svakako da ima i odličnih primjera Fender modela. Izvorno ova metoda se zvala francusko poliranje i bila je namijenjena prvotno klasičnim gudačkim instrumentima, poput violine kao završna radnja pri imitiranju starosti instrumenta.

Prozirna (bezbojna) boja upotrebljava se u pravilu pri naglašavanju lijepih uzoraka linije drveta poput javora, ili neprozirna za prekrivanje manje atraktivnih primjera plohe drveta poput bukve ili johe.

Ostale sunburst varijante vidimo na fenderovim modelima nastalim u kasnim '70im i do sredine '80ih godina, u verziji oker i u plavoj boji. Američke Fender serije modela gitara "Strat HSS" i Strat Plus, te britanska Burns tvrtka s modelima Steer i Scorpion u zelenoj završnici odličan su primjer.

Osim Fendera i druge renomirane tvrtke: Suhr, Tom Anderson, Melancon, Don Grosh i James Tyler predstavljaju svoje modele u raznim sunburst varijantama.  